# Денисов, Иван Николаевич
Иван Николаевич Денисов (род. 23 октября 1982, Курган) — заслуженный мастер спорта России по гиревому спорту, многократный чемпион и рекордсмен России, Европы и Мира, тренер МБУ СШОР «Атлет» (Челябинск), майор.

## Биография

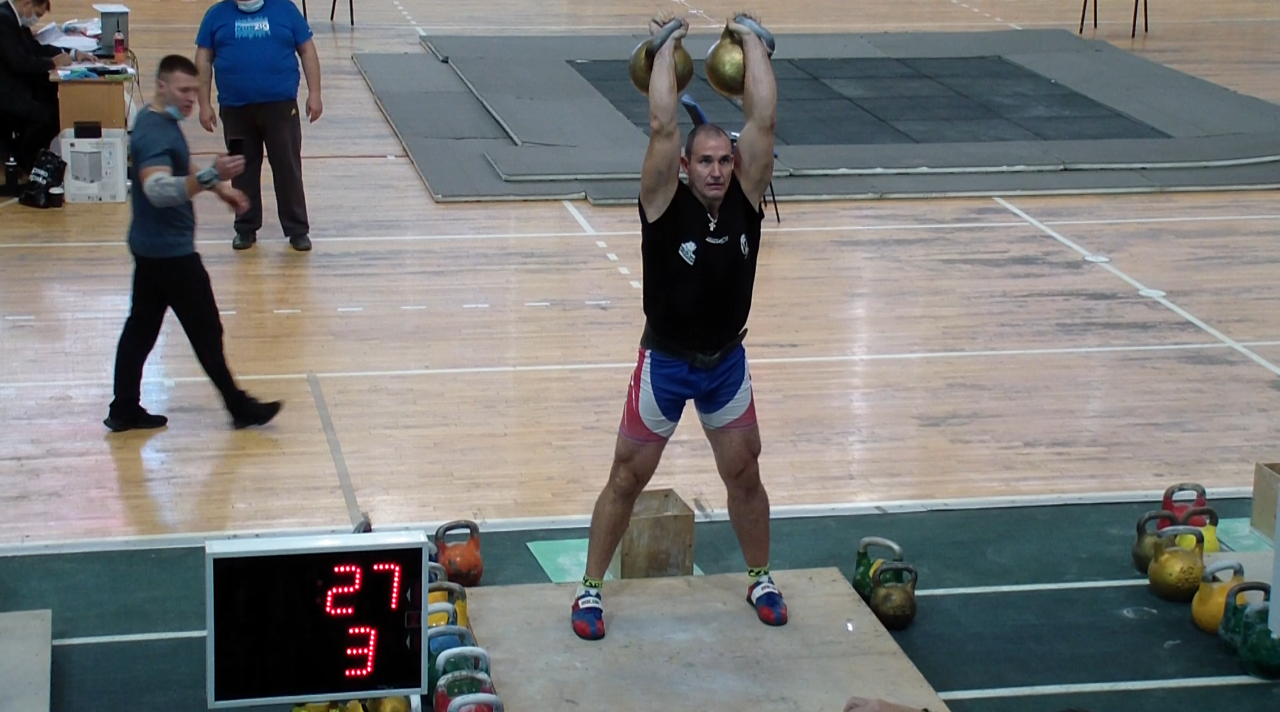
Иван Денисов выполняет толчок двух гирь по 50 кг (Пермь, 2020)

Иван Николаевич Денисов родился 23 октября 1982 года в городе Курган Курганской области. Его родители, Альбина Георгиевна и Николай Викторович — преподаватели Курганского музыкального училища.
Рос слабым и полным мальчиком, поэтому был освобожден от уроков физкультуры. С 1989 по 1997 год Иван обучался в средней школе № 26 г. Кургана. В 11 лет записался в секцию дзюдо, затем занялся футболом, баскетболом, ездой на велосипеде, бегом, упражнениями с гантелями и штангой. Два года занимался дзюдо, затем год в карате, после чего 3,5 года в карате-шотокан, где достиг синего пояса 5кю.
В 14 лет получил сложный перелом левой руки во время тренировки. Из-за травмы ушёл из школы с углубленным изучением математики и иностранного языка. С 1997 по 1999 годы обучался в кадетском классе средней школы № 9 г. Кургана, Иван готовился к поступлению в военное училище.
Как профессиональный спортсмен заявил о себе во время учёбы в Челябинском высшем военном автомобильном командно-инженерном училище (военный институт) имени Главного маршала бронетанковых войск П. А. Ротмистрова (ныне в составе Общевойсковой академии Вооружённых Сил Российской Федерации), куда поступил в 1999 году. Заинтересовавшись гиревым спортом, Иван пошёл тренироваться в секцию мастера по гиревому спорту Александра Алемасова.
Установил свой первый рекорд в 2000 году на первенстве института. Таким образом он установил рекорд института и выполнил норматив кандидата в мастера спорта. В 2001 году на Первенстве Уральского военного округа Денисов выполнил норматив мастера спорта. Уже в апреле 2002 года Денисов выполнил норматив мастера спорта России международного класса.
В 2003 году поступил в Уральский государственный университет физической культуры (факультет зимних видов спорта и единоборств), который окончил экстерном с красным дипломом в 2006 году.
В 2004 году Иван Денисов окончил Челябинское высшее военное автомобильное командно-инженерное училище (военный институт) с золотой медалью. Во время учёбы он завоевал 3 золотые медали Чемпионатов мира.
Со 2 августа 2004 года работает тренером по гиревому спорту в муниципальном бюджетном учреждении «Спортивная школа олимпийского резерва по силовым видам спорта «Атлет» города Челябинска.
В 2005 году Иван вновь поставил рекорды. На Чемпионате Мира в Москве он поднял 2 гири в толчке 175 раз, а в двоеборье достиг 281 очка. Таким образом он побил рекорд Сергея Мишина, который действовал с 1996 года, и стал абсолютным рекордсменом в гиревом спорте.
В 2007 году поступил в аспирантуру Уральского государственного университета физической культуры, которую окончил в 2010 году, однако времени для подготовки к выпускной квалификационной работе не хватило.
26 мая 2010 года создано Региональное отделение общественной организации «Всероссийская федерация гиревого спорта» в Челябинской области. Иван Денисов является соучредителем отделения, до 13 апреля 2016 года был председателем правления РО ОО «ВФГС» в Челябинской области. Затем отделение возглавил Дмитрий Викторович Нестеренко, а с 18 марта 2020 года председатель РО ООО «ВФГС» в Челябинской области — Андрей Михайлович Симушин.
В 2011 году Иван ушёл из гиревого спорта, потому что «стало скучно», к этому времени он заслужил славу непобедимого спортсмена. Однако полностью спорт он не бросил, продолжив тренерскую деятельность в МБУ СШОР «Атлет» (Челябинск).
С 2012 года защищает цвета Федерального управления по безопасному хранению и уничтожению химического оружия. В 2016 году был в звании майора Вооружённых сил Российской Федерации.
В 2013 году на Кубке вооруженных сил России, проходившем в Челябинске, он поставил два мировых рекорда. 176 раз поднял две гири весом 32 кг (улучшив собственный рекорд, 175 раз) и набрал 287 очков в двоеборье, опередив прошлый рекорд на 6 очков.
В 2014 году Иван стал восьмикратным чемпионом мира.
В 2014 году поступил учиться в Челябинский филиал Российской академии народного хозяйства и государственной службы при Президенте Российской Федерации по направлению подготовки «Государственное и муниципальное управление».
10 октября 2016 года стал соучредителем ООО «Фитнеспро», г. Челябинск.
В декабре 2017 года создан «Клуб гиревого спорта Ивана Денисова».
В 2019 году стал тринадцатикратным чемпионом мира.

## Тренерская деятельность
С 2002 года занимается тренерской деятельностью. Первый мастер спорта России был подготовлен в 2003 году (Александр Жигалев).
Как тренер Иван также получил признание вырастив семь мастеров спорта международного класса.
Самые знаменитые ученики:
- Илья Ташланов — рекордсмен России, мастер спорта международного класса
- Ксения Дедюхина — рекордсмен России, мастер спорта международного класса
- Денис Гафаров — мастер спорта России, трижды становился обладателем кубка России, победитель первенств России, Европы и мира среди юниоров.
- Оксана Сарварова — стала обладателем Кубка России 2010 года, заняла первое место на чемпионатах мира 2011, 2012 гг. среди юниоров, заняла первое место на чемпионате мира 2013 г.

Основатель онлайн академии гиревого спорта.

## Звания
- 2000 г. — Кандидат в мастера спорта
- 2001 г. — Мастер спорта
- 2002 г. — Мастер спорта международного класса
- 2002 г. Декабрь — Чемпион Европы
- 2005 г. — Чемпион мира
- 2014 г. — Восьмикратный чемпион мира
- 2019 г. - Тринадцатикратный чемпион мира

## Рекорды
- 2005 г. — Побил рекорд Сергея Мишина, установленный в 1996 году, подняв гири в толчке 175 раз, а в двоеборье достиг 281 очка.
- 2007 г. — Установил мировой рекорд в толчке гирь 32 кг: 109 подъёмов в длинном цикле[10].
- 2013 г. — Установил два мировых рекорда: 176 раз поднял две гири весом 32 кг (побил собственный рекорд — 175 раз)[11] и набрал 287 очков в двоеборье (прошлый рекорд — 281).
- 2014 г. — Обновил собственный мировой рекорд, подняв двухпудовую гирю в упражнении «рывок».
- 2019 г. — Установил мировой рекорд в упражнении армейский рывок. Гиря 32 кг — 311 подъемов.
- 2019 г. — Обновил свой же мировой рекорд в гиревом триатлоне.

## Семья
Отец, Николай Викторович Денисов и мать Альбина Георгиевна  — преподаватели Курганского музыкального училища. У Ивана была сестра, музыкант.
Иван Денисов женат, есть дочери Екатерина и Эллина.